# Copa da Liga Escocesa 2001–02
A Copa da Liga Escocesa de 2001-02 foi a 56º edição do segundo mais importante torneio eliminatório do futebol da Escócia. O campeão foi o Rangers F.C., que conquistou seu 22º título na história da competição ao vencer a final contra o Ayr United F.C., pelo placar de 4 a 0.

## Premiação
| Copa da Liga Escocesa de 2001-02  |
| Escócia                           |
| --------------------------------- |
| Rangers F.C. Campeão (22º título) |